# سیانید استودیوز
سیانید استودیوز (انگلیسی: Cyanide) شرکت بازی ویدئویی فرانسوی است، که در سال ۲۰۰۰ تأسیس شد.